# Anglefort
Anglefort est une commune française située dans le département de l'Ain, en région Auvergne-Rhône-Alpes.

## Géographie
La commune est située dans le Bugey, sur la rive droite du Rhône, au pied de la montagne du grand Colombier et offre un panorama sur les Alpes et le Jura.

### Environnement
La nappe alluviale alimentée par le Rhône est menacée par une décharge interne créée par le Groupe Pechiney. Les déchets de fonderie et les poussières métalliques et acides récupérés dans les filtres ont été enfouis dans le marais Chautagnard, avec une probable contamination par des métaux lourds et de l'arsenic.

### Climat
Pour des articles plus généraux, voir Climat d'Auvergne-Rhône-Alpes et Climat de l'Ain.
En 2010, le climat de la commune est de type climat des marges montargnardes, selon une étude du CNRS s'appuyant sur une série de données couvrant la période 1971-2000. En 2020, Météo-France publie une typologie des climats de la France métropolitaine dans laquelle la commune est exposée à un climat de montagne ou de marges de montagne et est dans la région climatique Alpes du nord, caractérisée par une pluviométrie annuelle de 1 200 à 1 500 mm, irrégulièrement répartie en été.
Pour la période 1971-2000, la température annuelle moyenne est de 11,4 °C, avec une amplitude thermique annuelle de 18,4 °C. Le cumul annuel moyen de précipitations est de 1 263 mm, avec 10,2 jours de précipitations en janvier et 8 jours en juillet. Pour la période 1991-2020, la température moyenne annuelle observée sur la station météorologique de Météo-France la plus proche, « Usinens Sa », sur la commune d'Usinens à 11 km à vol d'oiseau, est de 11,8 °C et le cumul annuel moyen de précipitations est de 985,3 mm,. Pour l'avenir, les paramètres climatiques de la commune estimés pour 2050 selon différents scénarios d'émission de gaz à effet de serre sont consultables sur un site dédié publié par Météo-France en novembre 2022.

## Urbanisme

### Typologie
Au 1er janvier 2024, Anglefort est catégorisée bourg rural, selon la nouvelle grille communale de densité à 7 niveaux définie par l'Insee en 2022.
Elle est située hors unité urbaine et hors attraction des villes,.

### Occupation des sols
L'occupation des sols de la commune, telle qu'elle ressort de la base de données européenne d’occupation biophysique des sols Corine Land Cover (CLC), est marquée par l'importance des forêts et milieux semi-naturels (67,2 % en 2018), une proportion sensiblement équivalente à celle de 1990 (67 %). La répartition détaillée en 2018 est la suivante : forêts (60,2 %), terres arables (9,3 %), milieux à végétation arbustive et/ou herbacée (7,1 %), prairies (6,5 %), zones agricoles hétérogènes (6,4 %), eaux continentales (5,5 %), zones industrielles ou commerciales et réseaux de communication (4,2 %), zones urbanisées (0,9 %), espaces verts artificialisés, non agricoles (0,1 %).
L'évolution de l’occupation des sols de la commune et de ses infrastructures peut être observée sur les différentes représentations cartographiques du territoire : la carte de Cassini (XVIIIe siècle), la carte d'état-major (1820-1866) et les cartes ou photos aériennes de l'IGN pour la période actuelle (1950 à aujourd'hui).

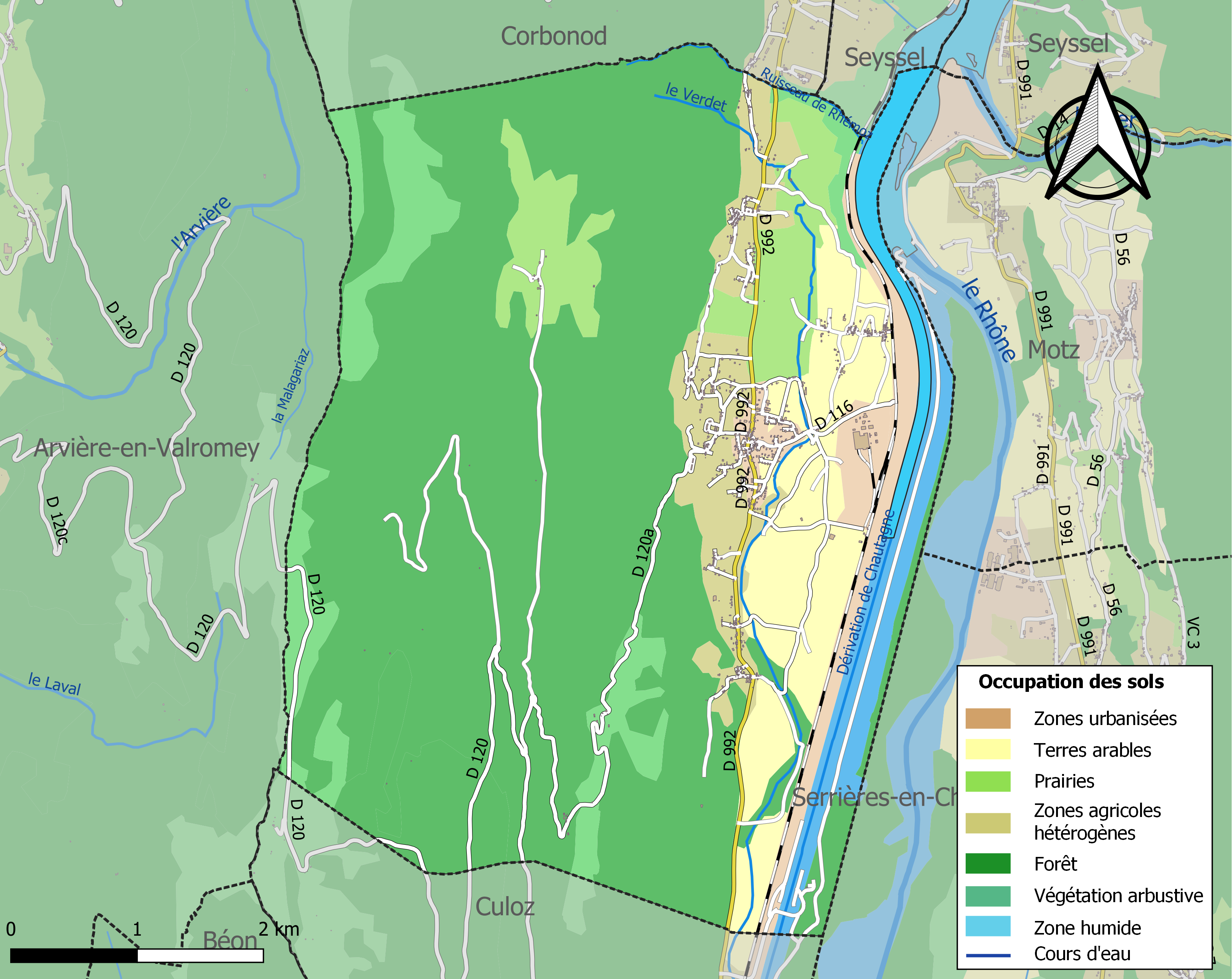
Carte des infrastructures et de l'occupation des sols de la commune en 2018 (CLC).

## Toponymie
Le nom de la localité est attesté sous la forme Emflafol en 1164, Anglefort en 1650. 
En arpitan, langue parlée dans la région, cette commune s'écrit Emflafol.

## Histoire

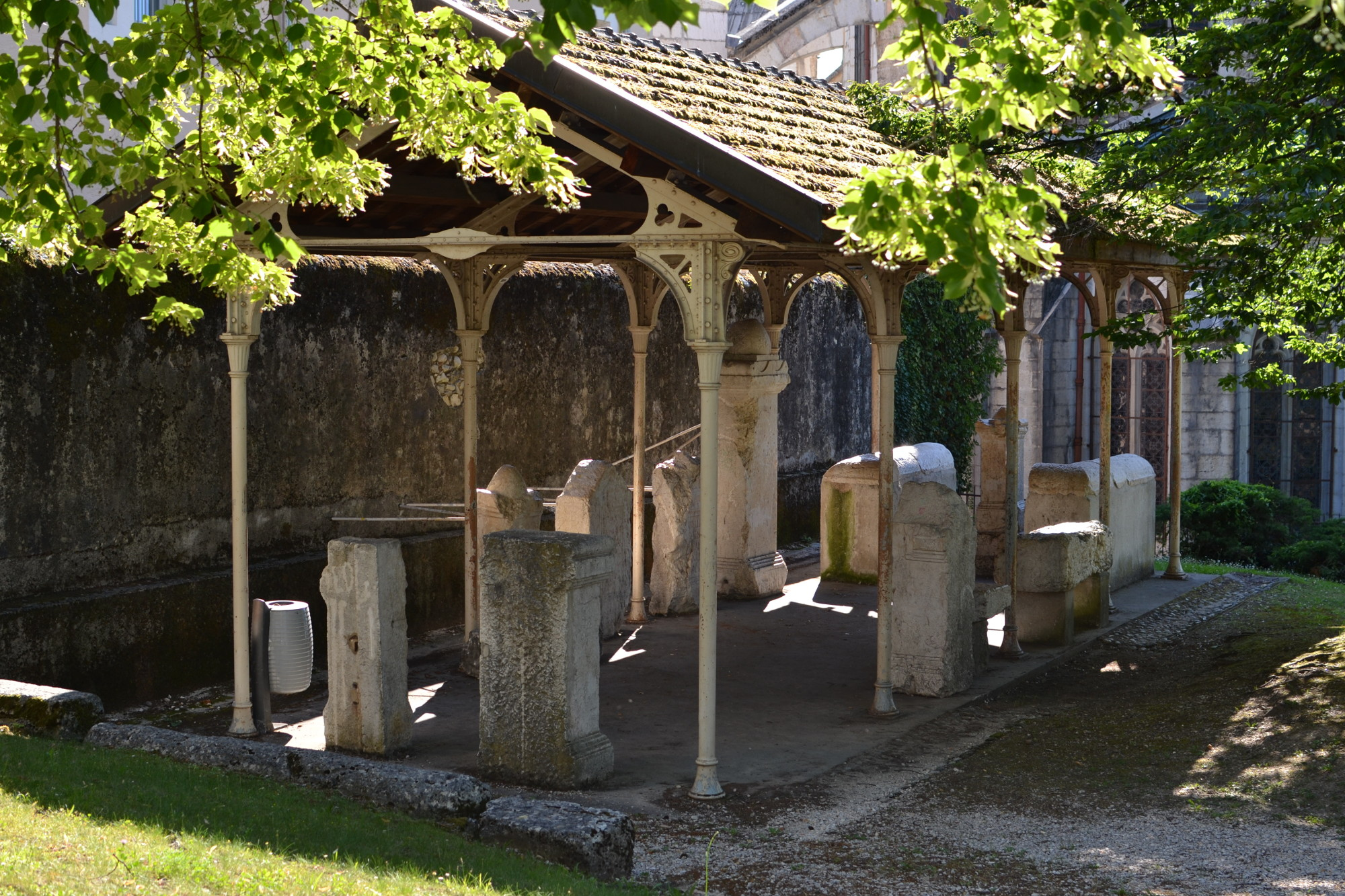
Vestiges gallo-romains trouvés à Anglefort et conservés dans le parc Jean-Pierre-Camus à Belley.

Plusieurs stèles funéraires découvertes sur le site révèlent une implantation sous l'empire romain. D'autres blocs antiques comportant six inscriptions funéraires ont été extraits au sud-est du village de Boursin lors d'un dragage d'un ancien lit du Rhône,,,. Un petit trésor monétaire d'antoniniens des empereurs Aurélien et Postume daté vers 270-271 a également été découvert au début du XXe siècle.
Sur le territoire de la commune s'élevait au Moyen Âge, le prieuré d'Anglefort. Guillaume Drujon, en 1590, en est religieux. Il en deviendra le prieur en 1620.

## Politique et administration

### Découpage territorial
La commune d'Anglefort est membre de la communauté de communes Usses et Rhône, un établissement public de coopération intercommunale (EPCI) à fiscalité propre créé le 1er janvier 2017 dont le siège est à Seyssel. Ce dernier est par ailleurs membre d'autres groupements intercommunaux.
Sur le plan administratif, elle est rattachée à l'arrondissement de Belley, au département de l'Ain et à la région Auvergne-Rhône-Alpes. Sur le plan électoral, elle dépend du  canton de Plateau d'Hauteville pour l'élection des conseillers départementaux, depuis le redécoupage cantonal de 2014 entré en vigueur en 2015, et de la troisième circonscription de l'Ain  pour les élections législatives, depuis le dernier découpage électoral de 2010.

### Administration municipale
| Période                                  | Période  | Identité        | Étiquette | Qualité  |
| ---------------------------------------- | -------- | --------------- | --------- | -------- |
| 1983                                     | 2001     | Michel Thiboud  |           |          |
| 2001                                     | 2008     | René Perrier    |           |          |
| 2008                                     | En cours | Bernard Thiboud | DVD       | Retraité |
| Les données manquantes sont à compléter. |          |                 |           |          |

Jusqu'au 1er janvier 2017, elle faisait partie de la communauté de communes du pays de Seyssel et après la fusion de cette dernière, elle adhéra à la communauté de communes Usses et Rhône.

## Démographie
Les habitants sont nommés les Clafordans.
L'évolution du nombre d'habitants est connue à travers les recensements de la population effectués dans la commune depuis 1793. Pour les communes de moins de 10 000 habitants, une enquête de recensement portant sur toute la population est réalisée tous les cinq ans, les populations de référence des années intermédiaires étant quant à elles estimées par interpolation ou extrapolation. Pour la commune, le premier recensement exhaustif entrant dans le cadre du nouveau dispositif a été réalisé en 2007.

En 2022, la commune comptait 1 150 habitants, en évolution de +2,31 % par rapport à 2016 (Ain : +5,15 %, France hors Mayotte : +2,11 %).
| 1793  | 1800  | 1806  | 1821 | 1831  | 1836 | 1841  | 1846  | 1851  |
| ----- | ----- | ----- | ---- | ----- | ---- | ----- | ----- | ----- |
| 1 021 | 2 261 | 1 091 | 942  | 1 107 | 962  | 1 223 | 1 205 | 1 166 |

| 1856  | 1861  | 1866  | 1872  | 1876  | 1881  | 1886  | 1891  | 1896  |
| ----- | ----- | ----- | ----- | ----- | ----- | ----- | ----- | ----- |
| 1 186 | 1 084 | 1 127 | 1 110 | 1 118 | 1 135 | 1 075 | 1 000 | 1 000 |

| 1901 | 1906 | 1911 | 1921 | 1926 | 1931 | 1936 | 1946 | 1954 |
| ---- | ---- | ---- | ---- | ---- | ---- | ---- | ---- | ---- |
| 995  | 964  | 895  | 752  | 676  | 630  | 565  | 548  | 507  |

| 1962 | 1968 | 1975 | 1982 | 1990 | 1999 | 2006 | 2007 | 2012  |
| ---- | ---- | ---- | ---- | ---- | ---- | ---- | ---- | ----- |
| 438  | 528  | 697  | 714  | 687  | 769  | 900  | 918  | 1 069 |

| 2017  | 2022  | - | - | - | - | - | - | - |
| ----- | ----- | - | - | - | - | - | - | - |
| 1 115 | 1 150 | - | - | - | - | - | - | - |

## Économie

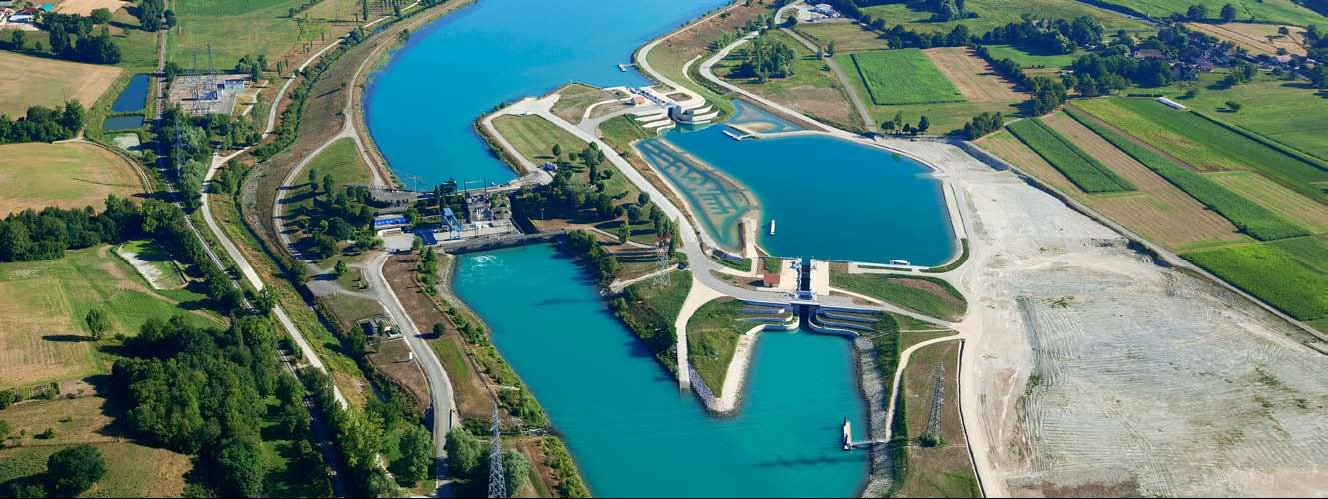
L'écluse de Chautagne.

La commune accueille sur son territoire une centrale hydroélectrique CNR sur le Rhône et surtout une usine fabriquant du silicium. Anciennement propriété du groupe Pechiney Électrométallurgie, l'usine est passée successivement aux mains du groupe canadien Alcan puis chez les Anglo-australiens de Rio Tinto au gré des rachats successifs de l'ancien fleuron industriel français.

## Culture et patrimoine

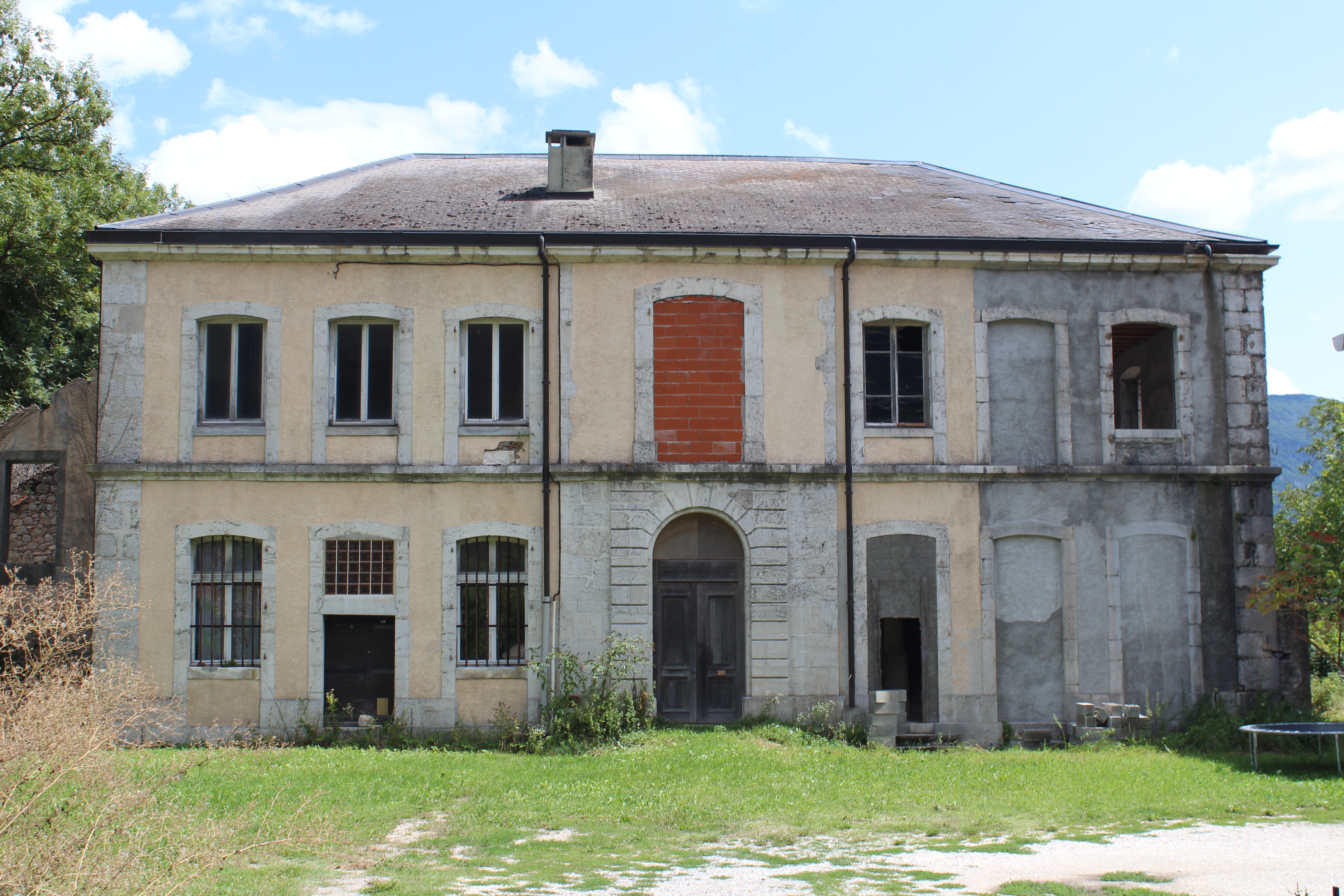
Château d'Anglefort.

### Lieux et monuments
- Le château de Court ou château d'Anglefort : ancien château fort, centre de la seigneurie d'Anglefort, qui fut reconstruit en 1741. Il est partiellement inscrit au titre des monuments historiques par arrêté du 1er août 1974[27]. Seul l'escalier intérieur avec sa cage sont inscrits.
- Les vestiges du château de la Rochette : ancienne maison forte qui s'est développée avec notamment la construction d'une enceinte associée à une petite tour[28]. Bernard Demotz dans son article propose un plan de l'ensemble. La maison forte, centre de la seigneurie de la Rochette, dont les vestiges dominent le Rhône, est citée en 1407[29].

Sur le territoire communal se dressent aussi : 
- le château de Mieugy ;
- le château de Court, centre de la seigneurie de Court ;
- la villa Marmoz du XVe siècle ;
- la maison noble de Bossin citée avant 1451 ;
- la maison Delasaulce, dotée d'une tour ;
- le prieuré bénédictin d'Anglefort ou de Saint-Martin (presbytère actuel) ;
- l’église Saint-Martin d'Anglefort ;
- les écluses de Chautagne.

### Personnalités liées à la commune
- Mgr Jacques-François Besson, né à Mieugy, évêque de Metz de 1824 à 1842.